# پاکستان و جنگ ایران و عراق

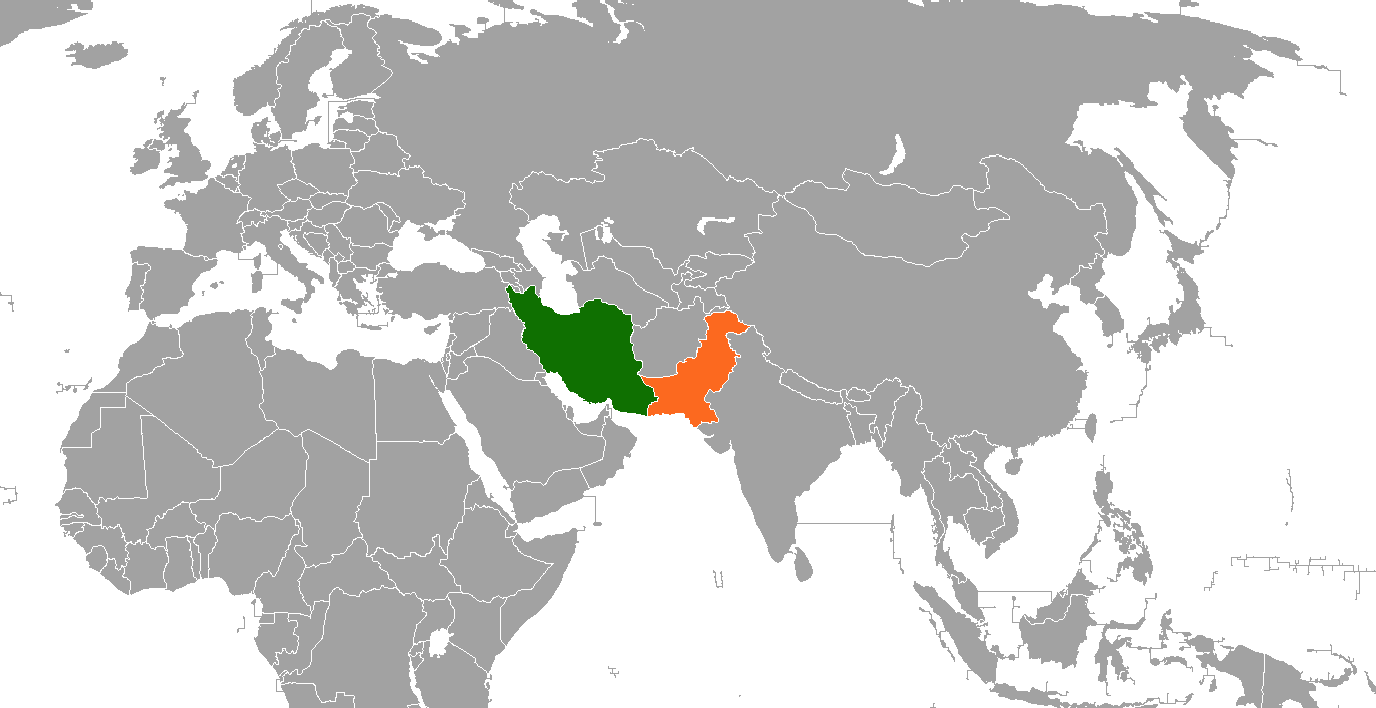
پاکستان (رنگ نارنجی) و ایران (رنگ سبز).

در طول جنگ ایران و عراق، سیاست خارجی پاکستان نقش پیچیده‌ای در حل و فصل جنگ ایران و عراق ایفا کرده‌است. به گفتهٔ کارشناسان امنیت ملی، نقش پاکستان در جنگ ایران و عراق، بیشتر در حفظ تعادل، دارای اهمیت بود. در طول این جنگ، پاکستان خود را «به‌شدت بی‌طرف» عنوان کرد اما به‌دنبال گسترش روابط دوستانه با ایران بود. رئیس‌جمهور ژنرال ضیاءالحق در یک سفر رسمی در اواسط دههٔ ۱۹۸۰ به بریتانیا، به‌درستی پیش‌بینی کرد که درگیری ایران و عراق در نهایت به یک «بن‌بست نظامی» خواهد رسید.

## بررسی اجمالی
ارتش پاکستان اقدامی برای تغییر رژیم به‌صورت مخفیانه را توسط فرماندهٔ ارتش، ژنرال محمد ضیاءالحق و رئیس ستاد نیروی دریایی، دریاسالار محمد شریف آغاز نمود که باعث حکومت نظامی در سراسر کشور در سال ۱۹۷۹ شد. در سال ۱۹۸۰، انقلاب ایران به رهبری خمینی، یک واکنش قوی در سراسر جهان اسلام را برانگیخت. این انقلاب موجب به‌وجود آمدن انقلاب‌هایی در جهان عرب و همچنین باعث نگرانی رئیس‌جمهور ژنرال ضیاءالحق شد. با توجه به انقلاب در ایران، دولت تحت فرمان ضیاءالحق فرصتی نادر را برای تغییرات سیاسی در پاکستان و روابط خود با ایران را به‌دست‌آورد تا بتوانند روابط خود با ایران را از نو بسازد. در واکنش به این انقلاب، وزیر امور خارجه پاکستان، آغا شاهی بلافاصله در سفری رسمی به تهران با همتای ایرانی خود، کریم سنجابی در تاریخ ۱۰ مارس ۱۹۷۹ دیدار کرد. در این دیدار، هر دو ابراز اطمینان کردند که ایران و پاکستان با هم می‌توانند آیندهٔ روشن‌تری در منطقه داشته باشند. روز بعد، آغا شاهی برای گفتگو نزد خمینی رفت، که در آن دیدار، تحولات منطقه مورد بحث قرار گرفت. در ۱۱ آوریل سال ۱۹۷۹، ضیاءالحق اعلام کرد که «خمینی نمادی از قیام اسلامی است». در برابر سخن ضیاءالحق، خمینی نیز در نامه‌ای اعلام کرد: «رابطه داشتن با پاکستان بر اساس اسلام است». در سال ۱۹۸۱، پاکستان که توسط رئیس‌جمهور ضیاءالحق اداره می‌شد، یکی از متحدان نزدیک ایالات متحده بود و برای مدتی طولانی در منطقه نفوذ آن قرار داشت.
در سال ۱۹۸۰ رئیس‌جمهور عراق، صدام حسین، به ایران حمله کرد. پاکستان بلافاصله نیروهای نظامی خود را برای حفاظت از کشورهای حوزه خلیج فارس در برابر تهدید ایران و حدود ۴۰٬۰۰۰ پرسنل نظامی در عربستان سعودی را برای تأمین امنیت و اهداف آموزشی، اعزام کرد. بنا به گزارش‌ها، پاکستان همچنین شروع به عرضهٔ سلاح‌های متعارف به ایران کرد و هر دو کشور، حامی جهاد افغانستان علیه شوروی اما در جناح‌های مختلف بودند.
کمک‌ها و همکاری‌های نظامی در حمایت از ایران توسط پاکستان افزایش یافت که این همکاری‌ها هرگز به‌صورت آشکار نبود و پاکستان مجبور به حمایت از عراق در طول جنگ ایران و عراق به، دلیل فشارهای زیاد از طرف ایالات متحده و عربستان سعودی بود. گزارش‌هایی از کمک مالی توسط پاکستان به ایران در سطح عملیاتی نیز وجود دارد. مقامات نظامی پاکستان به کشتن شدن زائران ایرانی توسط ارتش عربستان سعودی در مراسم سالانهٔ حج در سال ۱۹۸۵ در مکه به‌شدت اعتراض کردند. در مقابل، پاکستان شروع به فروش و صادرات سلاح‌های ساخته‌شده توسط چین و آمریکا به ایران کرد که می‌توان به کرم ابریشم و موشک استینگر که یک عامل بسیار مهم در جنگ نفت‌کش‌ها بود اشاره کرد.